# Elodina padusa
Elodina padusa – gatunek motyla z rodziny bielinkowatych i podrodziny Pierinae.

## Taksonomia
Gatunek ten opisany został po raz pierwszy w 1853 roku przez Williama Chapmana Hewitsona pod nazwą Pieris padusa. Jako miejsce typowe wskazano Australię. Wcześniej, w 1851 roku, gatunek ten wspomniany został w literaturze przez Williama Johna Swainsona pod nazwą Terias nivea, jednak ze względu na brak formalnej diagnozy stanowi ona nomen nudum.

## Morfologia
Samice osiągają od 20 do 27 mm, a samce od 18 do 25 mm długości przedniego skrzydła. Skrzydło przednie jest dłuższe i węższe niż u gatunków pokrewnych. Jego wierzch jest w porze wilgotnej perłowobiały, a w porze suchej kremowy, w obu przypadkach z przyciemnieniem u nasady, ciemną krawędzią kostalną i ciemną plamą wierzchołkową wchodzącą na tornus. Spód skrzydła przedniego jest w porze wilgotnej biały, a w suchej morelowobiały, w obu przypadkach z żółtawopomarańczowym rozjaśnieniem nasady i brązową plamą przedwierzchołkową z silną, kwadratowawą wypustką na krawędzi wewnętrznej. Skrzydło tylne wyróżnia się na tle australijskich przedstawicieli rodzaju wyraźnie owalnym kształtem. Po obu stronach w sezonie wilgotnym jest perłowobiałe, a w suchym żółtopomarańczowe do jasnobrązowego z perłowym połyskiem. Genitalia samca mają słabo rozwinięte, delikatne szczecinki na wezyce edeagusa. 

## Ekologia i występowanie
Owad endemiczny dla Australii, podawany z północnej Australii Zachodniej, Terytorium Północnego, Queenslandu, wschodniej Australii Południowej, Nowej Południowej Walii, Terytorium Stołecznego oraz Wiktorii.
Gatunek ten preferuje siedliska suchsze, jednak ze względu na tendencję do migracji osobniki dorosłe widuje się w bardzo szerokim spektrum habitatów, nawet wiele setek kilometrów od miejsc rozrodu. Przypuszczalnie na świat przychodzi kilka pokoleń w ciągu roku. Postacie dorosłe aktywne są przez cały rok. Latają nieco szybciej i stabilniej od bielinka kapustnika. Gąsienice są fitofagami żerującymi na kaparach z gatunków C. mitchellii i C. canescens.